# Acanthosoma labiduroides
Acanthosoma labiduroides – gatunek pluskwiaka z podrzędu różnoskrzydłych i rodziny puklicowatych. Zamieszkuje wschodnią część Azji.

## Taksonomia
Gatunek ten opisany został po raz pierwszy w 1880 roku przez Wasilija Jakowlewa na łamach „Bulletin de la Société Impériale des Naturalistes de Moscou”. Jako miejsce typowe wskazano Władywostok w Rosji.

## Morfologia

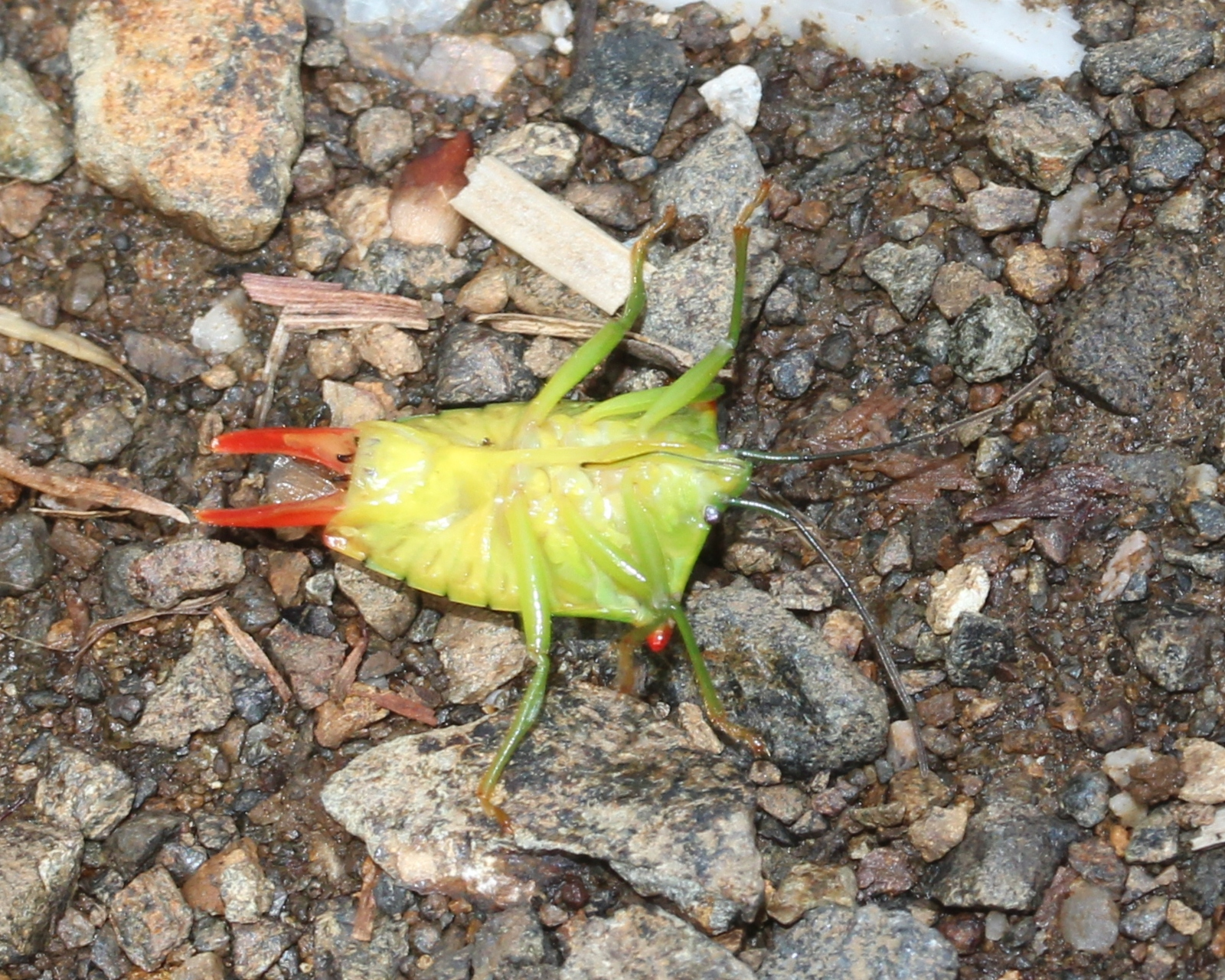
Samiec, widok od spodu

Pluskwiak dość dużych rozmiarów jak na przedstawiciela rodzaju. Ubarwienie wierzchu ciała ma zielone lub żółtozielone, zwykle z żółtawymi do czerwonych kątami barkowymi przedplecza. Kąty te są rozwarte do lekko wystających, na wierzchołku zaokrąglone, pozbawione punktowania. Odwłok ma spód listewki brzeżnej z bardzo wąskimi, często wręcz niewyraźnymi czarnymi znakami w kątach tylno-bocznych.
Samica ma siódmy z widocznych sternitów odwłoka z głębokim, czarno obrzeżonym wcięciem pośrodku krawędzi tylnej. Laterotergity ósmego segmentu jej odwłoka mają w części najbliżej przebieg niemal równoległy, następnie są załamane, a w części tylnej obustronnie szeroko zaokrąglone. W okolicy odbytu na dośrodkowych brzegach tych laterotergitów znajduje się ciemny znak. Laterotergity dziewiątego segmentu odwłoka samicy skierowane są ukośnie i szeroko rozstawione.
Samiec ma kapsułę genitalną z parą wydłużonych, skierowanych ku tyłowi wyrostków bocznych o przebiegu niemal równoległym, sięgających daleko poza wierzchołek zakrywki, na szczycie zaokrąglonych i zaopatrzonym w drobną kępkę szczecinek. Krawędź grzbietowa kapsuły genitalnej ma pośrodku wąskie i głębokie, V-kształtne wcięcie, a jej podgięcie jest delikatnie owłosione w części bliższej. Krawędź brzuszna tejże kapsuły jest szeroko łukowato zakrzywiona po obu bokach, a jej podgięcie zaopatrzone jest w parę rozwartych, silnie zesklorotyzowanych, pigmentowanych ząbków umieszczonych po bokach kieszonek na paramery. Kształt paramer przypomina literę „T”. Dziesiąty segment odwłoka samca zaopatrzony jest w części grzbietowo-wierzchołkowej w wypustkę.

## Biologia i występowanie
Gatunek ten brał udział w badaniach nad kospecjacją między puklicowatymi a ich zewnątrzkomórkowymi, bakteryjnymi symbiontami jelitowymi.
Gatunek palearktyczny, wschodnioazjatycki, stosunkowo pospolity. W Rosji znany jest z Syberii Wschodniej i Dalekiego Wschodu, w tym z Kurylów. W Chinach podawany jest z Tybetu, Gansu, Ningxia, Shaanxi, Syczuanu, Junnanu, Shanxi, Kuejczou, Henanu, Hubei, Kuangsi, Pekinu, Tiencinu, Zhejiangu, Liaoning, Jilinu i Heilongjiangu. W Japonii znany jest z Hokkaido, Honsiu, Sikoku, Kiusiu, Rebun, Rishiri, Okushiri i Terui. Poza tym stwierdzono go w Korei Północnej, Korei Południowej, północnoindyjskim Himachal Pradesh, birmańskim stanie Czin oraz północnowietnamskiej prowincji Lào Cai.